# Vita spericolata/Mi piaci perché
Vita spericolata/Mi piaci perché è un singolo del cantautore italiano Vasco Rossi, pubblicato il 24 gennaio 1983 dalla Star/Targa Italiana come unico estratto dall'album Bollicine.

## Tracce
Testi e musica di Rossi, eccetto ove indicato.
Lato 1
1. Vita spericolata - 4:40 (musica: Ferro)

Lato 2
1. Mi piaci perché - 3:17